# Carlos Tovar
Carlos Tovar Venegas (ur. 2 kwietnia 1914, zm. 15 czerwca 2006 w Chincha Alta) – piłkarz peruwiański, napastnik, później pomocnik.

## Życiorys
Tovar karierę piłkarską rozpoczął w 1932 roku w klubie Universitario Lima. W 1934 roku zdobył swój pierwszy tytuł mistrza Peru.
Jako gracz klubu Universitario wziął udział w turnieju Copa América 1935, gdzie Peru zajęło trzecie miejsce. Tovar zagrał w dwóch meczach – z Urugwajem (zmienił go Lizandro Nué) i Chile (zmienił go Alberto Montellanos).
Nadal jako piłkarz Universitario wziął udział w Igrzyskach Olimpijskich w 1936 roku, gdzie zagrał w dwóch meczach – z Finlandią i Austrią. Znakomicie spisująca się reprezentacja Peru po zwycięstwie nad Austrią znalazła się w najlepszej czwórce turnieju, ale gdy komisja regulaminowa anulowała wynik meczu z Austriakami, nakazując jego powtórzenie, Peruwiańczycy na znak protestu wycofali się z turnieju.
Rok później wziął udział w nieudanym turnieju Copa América 1937, gdzie Peru zajęło ostatnie, szóste miejsce. Tovar zagrał we wszystkich pięciu meczach – z Brazylią, Urugwajem, Argentyną, Chile i Paragwajem.
Wciąż jako piłkarz klubu Universitario wziął udział w turnieju Copa América 1939, gdzie Peru zdobyło tytuł mistrza Ameryki Południowej. Tovar zagrał we wszystkich czterech meczach – z Ekwadorem, Chile, Paragwajem i Urugwajem.
W 1939 roku po raz drugi razem z Universitario zdobył mistrzostwo Peru. W 1943 roku, do końca będąc graczem Universitario, zakończył karierę.
Tovar w latach 1935–1939 rozegrał w reprezentacji Peru 15 meczów.
Zmarł 15 czerwca 2006 roku w Chincha Alta.